# Carcare
Carcare är en ort och kommun i provinsen Savona i regionen Ligurien i Italien. Kommunen hade 5 477 invånare (2018).